# Melbourne Track Classic

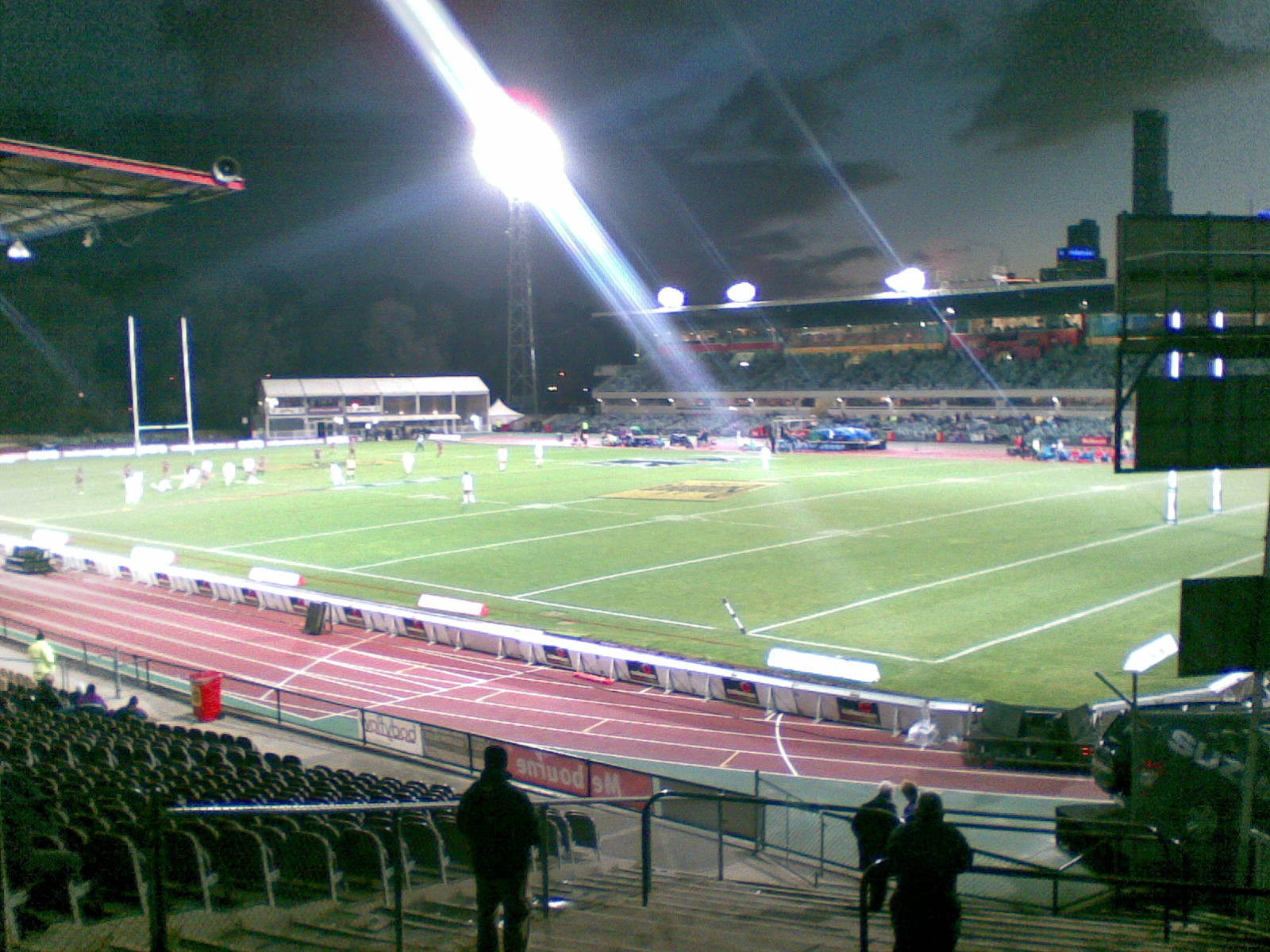
Het Olympic Park Stadium, het stadion waar tot en met 2011 de Melbourne Track Classic jaarlijks werd gehouden.

De Melbourne Track Classic (sinds 2023 Maurie Plant Meet - Melbourne) is een internationale atletiekwedstrijd, die jaarlijks wordt georganiseerd. De wedstrijd werd eind jaren '80 opgericht. De Melbourne Track Classic wordt vanaf 2012 gehouden in het Lakeside Stadion, de jaren ervoor vond de wedstrijd in het Olympic Park Stadium plaats, beide in Melbourne (Australië). Tussen 2005 en 2009 behoorde de Melbourne Track Classic tot de IAAF Grand Prix-wedstrijden, sinds 2010 maakt de wedstrijd deel uit van het IAAF World Challenge-circuit. Tevens behoort de wedstrijd als grootste Australische wedstrijd tot het nationale baancircuit, de Australian Athletics Tour. De wedstrijd wordt meestal in het begin van maart gehouden (het eind van de zomer op het zuidelijk halfrond), waarmee het de openingswedstrijd van de IAAF World Challenge is; de andere wedstrijden worden georganiseerd tussen mei en september. De recentste editie van de Melbourne Track Classic in 2013 vond begin april plaats.
Tijdens de verschillende edities van de Melbourne Track Classic zijn er meerdere records gevestigd, onder andere vijf Oceanische records.

## Meetingrecords
| Onderdeel            | Prestatie          | Atleet                                          | Nationaliteit | Datum            |
| -------------------- | ------------------ | ----------------------------------------------- | ------------- | ---------------- |
| 100 m                | 10,04 s            | Asafa Powell                                    | JAM           | 2008             |
| 200 m                | 19,92 s            | Frankie Fredericks                              | NAM           | 1999             |
| 400 m                | 44,82 s            | Jeremy Wariner                                  | USA           | 2008             |
| 800 m                | 1.43,15            | David Rudisha                                   | KEN           | 2010             |
| 1500 m               | 3.32,55            | William Chirchir                                | KEN           | 2000             |
| 1 Eng. mijl          | 3.51,54            | Simon Doyle                                     | AUS           | 1991             |
| 3000 m               | 7.41,38            | Ishmael Kipkurui                                | KEN           | 23 februari 2023 |
| 5000 m               | 13.08,43           | Bernard Lagat                                   | USA           | 3 maart 2011     |
| 10.000 m             | 28.30,32           | Joseph Kimani                                   | KEN           | 2000             |
| 110 m horden         | 13,24 s            | Colin Jackson                                   | GBR           | 1996             |
| 110 m horden         | 13,24 s            | Colin Jackson                                   | GBR           | 1999             |
| 400 m horden         | 48,40 s            | Bryan Bronson                                   | USA           | 1998             |
| 3000 m steeplechase  | 8.19,47            | John Kosgei                                     | KEN           | 2000             |
| hoogspringen         | 2,31 m             | Tim Forsyth                                     | AUS           | 1996             |
| polsstokhoogspringen | 5,81 m             | Steven Hooker                                   | AUS           | 2007             |
| verspringen          | 8,30 m             | Peter Burge                                     | AUS           | 2000             |
| hink-stap-springen   | 16,91 m (±0,0 m/s) | Henry Frayne                                    | AUS           | 3 maart 2011     |
| kogelstoten          | 21,37 m            | Tomas Walsh                                     | NZL           | 21 maart 2015    |
| discuswerpen         | 68,17 m            | Matthew Denny                                   | AUS           | 29 maart 2025    |
| kogelslingeren       | 78,91 m            | Stuart Rendell                                  | AUS           | 2003             |
| speerwerpen          | 87,13 m            | Sergey Makarov                                  | RUS           | 1999             |
| 5000 m snelwandelen  | 18.38,97           | Dane Bird-Smith                                 | AUS           | 5 maart 2016     |
| 4 × 100 m            | 39,30 s            | Will Roberts Jake Doran Jacob Despard Jack Hale | AUS           | 19 maart 2022    |

| Onderdeel            | Prestatie          | Atleet                                                  | Nationaliteit | Datum            |
| -------------------- | ------------------ | ------------------------------------------------------- | ------------- | ---------------- |
| 100 m                | 11,01 s            | Marion Jones                                            | USA           | 1998             |
| 200 m                | 22,54 s            | Cathy Freeman                                           | AUS           | 1993             |
| 400 m                | 49,85 s            | Cathy Freeman                                           | AUS           | 1996             |
| 800 m                | 1.59,42            | Toni Hodgkinson                                         | NZL           | 1997             |
| 800 m                | 1.59,42            | Tamsyn Lewis                                            | AUS           | 2000             |
| 1500 m               | 4.05,97            | Claudia Hollingsworth                                   | AUS           | 29 maart 2025    |
| 1 Eng. mijl          | 4.22,66            | Lisa Corrigan                                           | AUS           | 2007             |
| 3000 m               | 8.34,30            | Fentaye Belayneh                                        | ETH           | 29 maart 2025    |
| 5000 m               | 14.57,54           | Rose Davies                                             | AUS           | 15 februari 2024 |
| 100 m horden         | 12,49 s (+0,8 m/s) | Sally Pearson                                           | AUS           | 3 maart 2012     |
| 400 m horden         | 54,64 s            | Jana Pittman                                            | AUS           | 2003             |
| 3000 m steeplechase  | 9.29,93            | Donna MacFarlane                                        | AUS           | 2008             |
| hoogspringen         | 1,99 m             | Nicola Olyslagers                                       | AUS           | 15 februari 2024 |
| polsstokhoogspringen | 4,71 m             | Alana Boyd                                              | AUS           | 5 maart 2016     |
| verspringen          | 7,00 m             | Bronwyn Thompson                                        | AUS           | 2002             |
| hink-stap-springen   | 13,89 m (±0,0 m/s) | Nneka Okpala                                            | NZL           | 5 maart 2016     |
| kogelstoten          | 20,13 m            | Valerie Adams                                           | NZL           | 3 maart 2011     |
| discuswerpen         | 66,10 m            | Daniela Costian                                         | AUS           | 1994             |
| kogelslingeren       | 71,26 m            | Jillian Shippee                                         | USA           | 29 maart 2025    |
| speerwerpen          | 66,83 m            | Kimberley Mickle                                        | AUS           | 22 maart 2014    |
| 3000 m snelwandelen  | 11.51,26           | Kerry Junna                                             | AUS           | 1991             |
| 5000 m snelwandelen  | 21.19,46           | Beki Smith                                              | AUS           | 5 maart 2016     |
| 4 × 100 m            | 43,15 s            | Torrie Lewis Ella Connolly Bree Masters Mia Gross       | AUS           | 19 maart 2022    |
| 4 × 400 m            | 3.32,41            | Susan Andrews Kylie Hanigan Maree Holland Cathy Freeman | AUS           | 1993             |

Berlijn (ISTAF) · Dakar (Meeting Grand Prix IAAF de Dakar) · Hengelo (Fanny Blankers-Koen Games) · Kingston (Jamaica International Invitational) · Madrid (Meeting de Atletismo Madrid) · Melbourne (Melbourne Track Classic) · Moskou (Moskou Challenge) · Ostrava (Golden Spike Ostrava) · Peking (Beijing World Challenge) · Ponce (Ponce Grand Prix de Atletismo) · Rabat (Meeting International Mohammed VI d'Athlétisme) · Rieti (Rieti Meeting) · Rio de Janeiro (Grande Premio Brasil Caixa de Atletismo) · Tokio (Seiko Golden Grand Prix) · Zagreb (Hanžeković Memorial)